# Ryska teatern (1766–1769)
Ryska teatern var en historisk teater i Moskva i Ryssland mellan 1766 och 1769. Det var den första professionella teatern i Moskva och Ryssland öppen för allmänheten. 
Det hade redan 1672 uppförts en teater där ett tyskt teatersällskap spelat teater för tsarhovet, och 1765 hade även uppförts en friluftsteater, där amatörer spelade gratisteater för allmänheten, men Ryska teatern blev den första teater där professionella yrkesaktörer spelade teater för allmänheten, ungefär tio år innan en sådan teater fanns i Sankt Petersburg i Karl Knippers teater.  Ryska teatern flyttade 1769 till en ny byggnad kallad Znamenskijteatern och därifrån 1780 till Petrovkateatern (1780–1805), föregångaren till Bolsjojteatern.